# Вестинська мова
Вести́нська мова — зникла мова з групи італьських мов. Засвідчена лише двома збереженими написами часів Римської республіки. Припускають, що написи залишив народ вестини, який мешкав на території сучасного Абруццо від Гран-Сассо до Адріатичного моря в східно-центральній Італії.
Термін «вестини» — римський екзонім для цього народу. Лінгвісти не прийшли до висновку про точне положення вестінської мови серед італійських через брак джерел .

## Зразок тексту
Текст  CIL 1  2  .394 з околиць Навеллі в області Абруццо, датується серединою 3 ст. до н. е.:
Вестіинський текст:
T.vetio | duno | didet | herclo | iovio | brat | data
Переклад на латину:
T. Vetius donum dedit Herculi Jovio. Grate data
Сучасний переклад:
Тит Вецій дарував (це як) подарунок Геркулесу Йовію. Дано з вдячністю.
Специфічно вестинськими є слова data, didet і duno.